# Вільшин
Вільшин (або Ольшин, пол. Olszyn) — село в Польщі, у гміні Рокитно Більського повіту Люблінського воєводства. Населення — 229 осіб (2011).

## Історія
За німецьким переписом 1940 року, у селі налічувалося 589 осіб, з них 139 українців і 450 поляків. У 1943 році в селі мешкало 139 українців та 441 поляк.
Як писав у звіті за червень 1946 року командир сотні УПА Іван Романечко («Ярий»), багато українців з Ольшина, аби уникнути виселення з Польщі до УРСР, перейшло на римо-католицтво.
У 1975—1998 роках село належало до Білопідляського воєводства.

## Населення
Демографічна структура станом на 31 березня 2011 року:
|          | Загалом | Допрацездатний вік | Працездатний вік | Постпрацездатний вік |
| -------- | ------- | ------------------ | ---------------- | -------------------- |
| Чоловіки | 119     | 15                 | 86               | 18                   |
| Жінки    | 110     | 22                 | 48               | 40                   |
| Разом    | 229     | 37                 | 134              | 58                   |